# Kush Games
Kush Games war ein amerikanischer Computerspielentwickler mit Sitz in Camarillo, Kalifornien. Das Unternehmen wurde 1998 von Umrao Mayer gegründet und nach Übernahme durch Sega ein Zweigstudio von Visual Concepts. Zusammen mit Visual Concepts wurde Kush Games an Take-Two Interactive verkauft und dadurch Teil des neu gegründeten Publishinglabels 2K. Im Februar 2007 wurde Kush Games in 2K Los Angeles umbenannt, bevor es 2008 geschlossen wurde.

## Geschichte
Kush Games wurde 1998 von Umrao Mayer gegründet, um Sportsimulationen zu entwickeln. 2004 wurde Kush Games vom japanischen Publisher Sega übernommen und dem Entwicklerstudio Visual Concepts zugeteilt. Bereits im folgenden Jahr, am 24. Januar 2005, wurden Visual Concepts und Kush Games dann jedoch für 24 Millionen US-Dollar an den amerikanischen Publisher Take-Two Interactive verkauft. Insgesamt wurden bis Januar 2006 32,2 Millionen US-Dollar an Sega für die Übernahme von Visual Concepts und den damit verbundenen Vermögenswerten gezahlt. Am 25. Januar 2005, einen Tag nach der Übernahme, kündigte Take-Two Interactive die Neugründung seines Publishinglabels 2K an, das künftig die Arbeiten bei Visual Concepts und Kush Games beaufsichtigen würde. Die Spiele wurden unter der Marke 2K Sports veröffentlicht, Kush Games war verantwortlich für die Fortführung der Reihen NHL 2K und MLB 2K.
Im Februar 2007 wurde Kush Games in 2K Los Angeles umbenannt, Unternehmensgründer Mayer im August 2007 von Graeme Bayless als Präsident abgelöst. Mayer gründete 2008 zusammen mit seinem Partner George Simmons das neue Entwicklerstudio Zindagi Games. Im selben Jahr wurde 2K Los Angeles von 2K geschlossen.

## Veröffentlichte Spiele
| Jahr | Titel                                           | Plattformen                                                                                       | Publisher |
| ---- | ----------------------------------------------- | ------------------------------------------------------------------------------------------------- | --------- |
| 2002 | NCAA College Basketball 2K3                     | Gamecube, PlayStation 2, Xbox                                                                     | Sega      |
| 2003 | ESPN College Hoops                              | PlayStation 2, Xbox                                                                               | Sega      |
| 2003 | ESPN NHL Hockey                                 | PlayStation 2, Xbox                                                                               | Sega      |
| 2004 | ESPN NHL 2K5                                    | PlayStation 2, Xbox                                                                               | Sega      |
| 2005 | Major League Baseball 2K5                       | PlayStation 2, Xbox                                                                               | 2K Sports |
| 2005 | Major League Baseball 2K5: World Series Edition | PlayStation 2, Xbox                                                                               | 2K Sports |
| 2005 | NHL 2K6                                         | PlayStation 2, Xbox, Xbox 360                                                                     | 2K Sports |
| 2006 | Major League Baseball 2K6                       | Gamecube, PlayStation 2, PlayStation Portable, Xbox, Xbox 360                                     | 2K Sports |
| 2006 | NHL 2K7                                         | PlayStation 2, PlayStation 3, Xbox, Xbox 360                                                      | 2K Sports |
| 2007 | Major League Baseball 2K7                       | Game Boy Advance, Nintendo DS, PlayStation 2, PlayStation 3, PlayStation Portable, Xbox, Xbox 360 | 2K Sports |
| 2007 | NHL 2K8                                         | PlayStation 2, PlayStation 3, Xbox 360                                                            | 2K Sports |
| 2008 | Major League Baseball 2K8                       | PlayStation 2, PlayStation 3, PlayStation Portable, Wii, Xbox 360                                 | 2K Sports |